# Amovible
Término empleado en el Reglamento Electrotécnico para Baja Tensión REBT 2002 de España. 
ITC-BT-01 TERMINOLOGIA
DEFINICIÓN 
Amovible. Calificativo que se aplica a todo material instalado de manera que se pueda quitar fácilmente. 

## Relacionado con
Aparato amovible